# Юклулет
48°56′ пн. ш. 125°32′ зх. д. / 48.933° пн. ш. 125.533° зх. д.
Юкл́улет (англ. Ucluelet, мовою нутка — «люди з безпечної бухти») — містечко на західному узбережжі острова Ванкувер у Британській Колумбії. Географічно Юклулет знаходиться на північних кресах заповідної Broken Islands Group, на півдні національного парку Пасифік-Рім (англ. Pacific Rim National Park Reserve), відомому своїм Довгим Пляжем, що простягнувся від Юклулету на відстань 40 км до сусіднього рибацького містечка Тофіно. Найбільше індустріально розвинене місто — Порт-Елберні знаходиться за 100 км на північний схід по 4-й трасі.
Самі мешканці називають свій регіон і його мешканців прізвиськом «юкі» (Ukee).

## Населення
| Статево-вікова структура населення | Статево-вікова структура населення | Статево-вікова структура населення | Статево-вікова структура населення | Статево-вікова структура населення |
| ---------------------------------- | ---------------------------------- | ---------------------------------- | ---------------------------------- | ---------------------------------- |
|                                    |                                    |                                    |                                    |                                    |
| Всього                             | Всього                             | 50,6%49,4%                         |                                    |                                    |
| 0 — 14 років                       | 0 — 14 років                       |                                    | 16,5%                              | 16,5%                              |
| 15 — 64 років                      | 15 — 64 років                      |                                    | 70,1%                              | 70,1%                              |
| 65 і більше                        | 65 і більше                        |                                    | 13,3%                              | 13,3%                              |
| 85 і більше                        | 85 і більше                        |                                    | 1,2%                               | 1,2%                               |
| Середній вік (років)               | Середній вік (років)               | 39,939,7                           | 39,8                               | 39,8                               |
| Медіана (років)                    | Медіана (років)                    | 40,038,6                           | 39,2                               | 39,2                               |
| — чоловіки — жінки                 |                                    |                                    |                                    |                                    |

| Походження мешканців:     | Походження мешканців:     | Походження мешканців: | Походження мешканців: | Походження мешканців: |
| ------------------------- | ------------------------- | --------------------- | --------------------- | --------------------- |
| Походження                |                           |                       | осіб                  | %                     |
| Корінні американці        | Корінні американці        |                       | 170                   | 10.37%                |
| Інше північноамериканське | Інше північноамериканське |                       | 420                   | 25.61%                |
| Європейське               | Європейське               |                       | 1 350                 | 82.32%                |
| британське                | британське                |                       | 980                   | 59.76%                |
| французьке                | французьке                |                       | 215                   | 13.11%                |
| українське                | українське                |                       | 100                   | 6.1%                  |
| Латинськоамериканське     | Латинськоамериканське     |                       | 10                    | 0.61%                 |
| Карибське                 | Карибське                 |                       | 10                    | 0.61%                 |
| Африканське               | Африканське               |                       | 10                    | 0.61%                 |
| Азійське                  | Азійське                  |                       | 210                   | 12.8%                 |
| Океанійське               | Океанійське               |                       | 40                    | 2.44%                 |

За даними перепису 2016 року, містечко нараховувало 1717 осіб, показавши зростання на 5,5%, порівняно з 2011-м роком. Середня густота населення становила 264,5 осіб/км².
З офіційних мов обома одночасно володіли 145 жителів, тільки англійською — 1 555, а 5 — жодною з них. Усього 110 осіб вважали рідною мовою ні одну з офіційних, з них 5 — українську.
Працездатне населення становило 77,8% усього населення, рівень безробіття — 6,1% (6,4% серед чоловіків та 5,8% серед жінок). 77,1% осіб були найманими працівниками, а 22,9% — самозайнятими.
Середній дохід на особу становив $38 614 (медіана $32 624), при цьому для чоловіків — $45 102, а для жінок $32 401 (медіани — $36 224 та $30 080 відповідно).
32% мешканців мали закінчену шкільну освіту, не мали закінченої шкільної освіти — 12%, 56,4% мали післяшкільну освіту, з яких 33,5% мали диплом бакалавра, або вищий.
| Зайнятість населення за галузями (за класифікацією NOC): | Зайнятість населення за галузями (за класифікацією NOC): | Зайнятість населення за галузями (за класифікацією NOC): | Зайнятість населення за галузями (за класифікацією NOC): | Зайнятість населення за галузями (за класифікацією NOC): |
| -------------------------------------------------------- | -------------------------------------------------------- | -------------------------------------------------------- | -------------------------------------------------------- | -------------------------------------------------------- |
|                                                          |                                                          |                                                          |                                                          |                                                          |
| Управління                                               | Управління                                               |                                                          | 21,5%                                                    | 21,5%                                                    |
| Бізнес, фінанси та адміністрування                       | Бізнес, фінанси та адміністрування                       |                                                          | 7,5%                                                     | 7,5%                                                     |
| Природничі та прикладні науки                            | Природничі та прикладні науки                            |                                                          | 5,1%                                                     | 5,1%                                                     |
| Охорона здоров'я                                         | Охорона здоров'я                                         |                                                          | 3,3%                                                     | 3,3%                                                     |
| Освіта, правозахист, муніципальні та урядові служби      | Освіта, правозахист, муніципальні та урядові служби      |                                                          | 8,4%                                                     | 8,4%                                                     |
| Мистецтво, культура, відпочинок та спорт                 | Мистецтво, культура, відпочинок та спорт                 |                                                          | 5,1%                                                     | 5,1%                                                     |
| Роздрібна торгівля та послуги                            | Роздрібна торгівля та послуги                            |                                                          | 29,9%                                                    | 29,9%                                                    |
| Гуртова торгівля, транспорт та обладнання                | Гуртова торгівля, транспорт та обладнання                |                                                          | 9,3%                                                     | 9,3%                                                     |
| Природні ресурси, сільське господарство                  | Природні ресурси, сільське господарство                  |                                                          | 7,5%                                                     | 7,5%                                                     |
| Виробництво                                              | Виробництво                                              |                                                          | 2,3%                                                     | 2,3%                                                     |

## Історія
У 1774 році європейці (експедиція Хуана Переса) вперше припливли до мису Нутка, що за 100 км на північ від Юклулету. В 1778 до мису Нутка пришвартувалася експедиція Джеймса Кука. В 1870 торговець пушниною капітан Франсіс заснував торговий пост в затоці Юклулет. Активний розвиток починається в 1890, після оголошення будівництва гірської дороги в Порт Елберні (побудована лише в 1959). Перша протестантська школа і церква були побудовані в 1898 році. В 1903 році побудовано перший маяк (діє і сьогодні) і проведено телеграф.

## Клімат
Містечко знаходиться у зоні, котра характеризується морським кліматом. Найтепліший місяць — серпень із середньою температурою 14.7 °C (58.5 °F). Найхолодніший місяць — грудень, із середньою температурою 5.7 °С (42.3 °F).
| Клімат Юклулета         | Клімат Юклулета | Клімат Юклулета | Клімат Юклулета | Клімат Юклулета | Клімат Юклулета | Клімат Юклулета | Клімат Юклулета | Клімат Юклулета | Клімат Юклулета | Клімат Юклулета | Клімат Юклулета | Клімат Юклулета | Клімат Юклулета |
| Показник                | Січ.            | Лют.            | Бер.            | Квіт.           | Трав.           | Черв.           | Лип.            | Серп.           | Вер.            | Жовт.           | Лист.           | Груд.           | Рік             |
| Абсолютний максимум, °C | 18,2            | 16,8            | 17,2            | 19,7            | 22,4            | 24,9            | 25,5            | 26,6            | 25,6            | 20,8            | 16,6            | 14,5            | 26,6            |
| Середній максимум, °C   | 8,3             | 8,9             | 10,2            | 11,6            | 13,9            | 15,3            | 16,8            | 17,3            | 16,4            | 13,3            | 10,1            | 8,1             | 12,5            |
| Середня температура, °C | 6,1             | 6,4             | 7,3             | 8,6             | 11              | 12,7            | 14,2            | 14,7            | 13,7            | 10,7            | 7,7             | 5,7             | 9,9             |
| Середній мінімум, °C    | 3,9             | 3,8             | 4,5             | 5,6             | 8,1             | 10,2            | 11,6            | 12,1            | 11              | 8,1             | 5,3             | 3,3             | 7,3             |
| Абсолютний мінімум, °C  | −7,3            | −12,8           | −6              | −2,1            | 1               | 5,5             | 5,2             | 7,4             | 5,2             | −0,7            | −6,9            | −7,6            | −12,8           |
| Норма опадів, мм        | 462.1           | 371.2           | 311.1           | 262.4           | 157.1           | 140.3           | 71.8            | 75.3            | 113.4           | 339             | 464.2           | 421.4           | 3189.2          |
| ----------------------- | --------------- | --------------- | --------------- | --------------- | --------------- | --------------- | --------------- | --------------- | --------------- | --------------- | --------------- | --------------- | --------------- |
| Джерело: Weatherbase    |                 |                 |                 |                 |                 |                 |                 |                 |                 |                 |                 |                 |                 |

## Розваги
Дика Тихоокеанська Стежка (The Wild Pacific Trail) починається від затоки Юклулет, йде до Маяку і повертає на північ вздовж Тихоокеанського узбережжя, Парку Великого пляжу (Big Beach Park), переходячи в велосипедну доріжку за містечком. Планується продовжити туристичну стежку до Гафмун-Бей (англ. Halfmoon Bay) в парку Тихоокеанських Кресів. 
В центрі містечка пропонуються тури на спостереження за китами, дикою природою та веслування на каяках. Є невеличкий акваріум, рибацький магазин, супермаркет Coop, десяток невеликих ресторанів, готелів у самому містечку і на узбережжі.

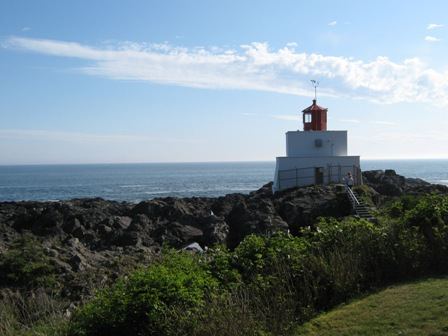
Маяк на Дикій Тихоокеанській Стежці
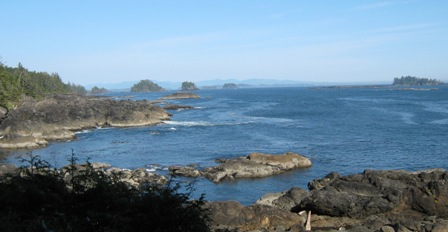
Дика Тихоокеанська Стежка
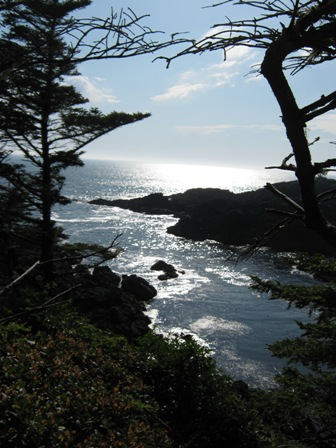
Захід Сонця на Дикій Тихоокеанській Стежці